# Agía Triáda (ort i Grekland, Mellersta Makedonien, Nomós Thessaloníkis)
Agía Triáda (Agia Triada) är en ort i Grekland.   Den ligger i prefekturen Nomós Thessaloníkis och regionen Mellersta Makedonien, i den norra delen av landet, 290 km norr om huvudstaden Aten. Agía Triáda ligger 3 meter över havet och antalet invånare är 3 580.
Terrängen runt Agía Triáda är platt. Havet är nära Agía Triáda åt nordväst. Runt Agía Triáda är det ganska tätbefolkat, med 96 invånare per kvadratkilometer. Närmaste större samhälle är Thessaloníki, 16,7 km norr om Agía Triáda. Trakten runt Agía Triáda består till största delen av jordbruksmark.